# Damaturu
Damaturu er hovedbyen i den nigeriaanske delstat Yobe i det nordøstlige Nigeria. I følge en beregning i 2012 har byen omkring 46.000 indbyggere
Damaturu ligger i et savannedækket område, hvor der dyrkes hirse, sorghum og jordnødder.

## Forvaltning
En del af Damaturus og dens omgivelser danner et af de 17 Local Government Areas (LGA) i delstaten Yobe med et areal på 2.366 km². Ved den sidste folketælling i 1991 var der 57.930 indbyggere og dermed en befolkningstæthed på 24 indb/km²..

## Eksterne kilder og henvisninger
1. ↑  Befolkningsdata 2012, World Gazetteer

11°44′40″N 11°57′40″Ø / 11.74444°N 11.96111°Ø